# Cyproconazol
Cyproconazol wird als Wirkstoff in Pflanzenschutzmitteln  verwendet und ist eine Mischung von vier stereoisomeren chemischen Verbindungen aus der Gruppe der Triazole.

## Gewinnung und Darstellung
Cyproconazol kann, wie auch Tebuconazol und Hexaconazol, durch Reaktion des entsprechenden Epoxids mit Triazol gewonnen werden.
Bei der Gesamtreaktion reagiert 1-(4-Chlorphenyl)-2-cyclopropylethanon mit Methyliodid in Gegenwart von Natriumhydrid gefolgt durch Behandlung mit Dodecyldimethylsulfoniummethylsulfat, wobei das Epoxid als Zwischenprodukt entsteht, welches mit Triazol in Gegenwart einer Base umgesetzt wird.

## Eigenschaften
Cyproconazol ist als technisches Produkt ein beiger Feststoff. Die reine Substanz ist farblos und praktisch unlöslich in Wasser.

### Stereochemie
Cyproconazol ist eine chirale Verbindung, die zwei Stereozentren enthält. Die Verbindung liegt daher in der Regel als Gemisch von stereoisomeren Molekülen vor, die sich in bestimmten physikalischen Eigenschaften und physiologischen Wirkungen unterscheiden. Durch geeignete Synthesestrategien („Asymmetrische Synthese“) oder Trennverfahren (Racematspaltung) lassen sich gezielt einzelne Stereoisomere herstellen oder isolieren.
Das technische Cyproconazol ist eine Mischung aus allen vier Isomeren in einem Verhältnis von etwa 1:1:1:1 mit zunehmender fungizider Aktivität in der Reihenfolge (S,S) ≤ (S,R) ≪ (R,S) < (R,R). Im Gegensatz zu anderen Triazol-Fungiziden ist keines der einzelnen Isomere wirksamer als die Mischung aller vier, was auf ein Zusammenwirken der Enantiomere hinweist.

## Verwendung
Cyproconazol ist ein 1986 angekündigtes und 1989 eingeführtes Breitband-Fungizid gegen Mehltau, Rost und Monilinia, Cercospora, Venturia, Rhizoctonia und Sclerotium. Es wirkt durch Eingriff in die Sterolbiosynthese in den Membranen.

## Zulassung
In der Europäischen Union wurde Cyproconazol als Wirkstoff in Pflanzenschutzmitteln am 1. Juni 2011 zugelassen. Die Zulassung endete am 31. Mai 2021 durch Zeitablauf. Sowohl in Deutschland als auch in Österreich und in der Schweiz waren Cyproconazol-haltige Präparate erhältlich.